# Gonfreville-l'Orcher
Gonfreville-l'Orcher é uma comuna francesa na região administrativa da Normandia, no departamento de Sena Marítimo. Estende-se por uma área de 25,83 km². Em 2010 a comuna tinha 9 220 habitantes (densidade: 356,9 hab./km²).